# James Stewart
Pour les articles homonymes, voir James Stewart (homonymie), Jimmy Stewart et Stewart.
James Maitland Stewart, dit Jimmy Stewart, né le 20 mai 1908 à Indiana en Pennsylvanie et mort le 2 juillet 1997 à Los Angeles (Californie), est un acteur et militaire américain.
Acteur emblématique du cinéma américain, il fut l'une de ses plus grandes stars et plusieurs fois nommé aux Oscars. Sa carrière aussi riche qu'éclectique a associé son nom à des films reconnus comme des chefs-d'œuvre tels que Monsieur Smith au Sénat (1939), Indiscrétions (1940), La vie est belle (1946), La Corde (1948), Winchester '73 (1950), Fenêtre sur cour (1954), L'Homme qui en savait trop (1956), Sueurs froides (1958), L'Homme qui tua Liberty Valance (1962) ou encore La Conquête de l'Ouest (1962). Il a tourné avec beaucoup des réalisateurs les plus acclamés de son temps : Alfred Hitchcock, Frank Capra, George Cukor, Ernst Lubitsch, Anthony Mann, Henry Hathaway ou John Ford.
Comme beaucoup d'acteurs de sa génération, il afficha des opinions politiques favorables aux républicains. Il fit une belle carrière militaire en s'engageant dans l'armée de l'air américaine au début de la Seconde Guerre mondiale, durant laquelle il fut honoré des plus hautes distinctions. Il se retira en tant que brigadier général.
Légende de Hollywood, il reçut en 1985 un Oscar d'honneur des mains de son ami Cary Grant pour l'ensemble de sa longue carrière. Acteur ayant le plus grand nombre de films présents dans les 100 plus grands films américains de tous les temps, il est aussi classé troisième plus grand acteur du cinéma américain de tous les temps par l'American Film Institute en 1999.

## Biographie

### Origine et premiers pas
James Maitland Stewart naît à Indiana (Pennsylvanie), dans une famille d'ascendance écossaise. Il fait des études d'architecture à l'université de Princeton où il a comme camarade de classe Joshua Logan qui le convainc de rejoindre l'University Players récemment créée dans le Massachusetts. Il y rencontre d'abord Henry Fonda puis Margaret Sullavan parmi d'autres acteurs. Stewart était déjà un vétéran des théâtres de Broadway quand Hollywood lui fait signe. Il gagne l'Oscar du meilleur acteur en 1940 pour son rôle dans The Philadelphia Story, dans lequel il est la covedette de Cary Grant et Katharine Hepburn.
Stewart parle dans un style balbutiant et indécis qui est quelquefois dur à comprendre mais transpire de sincérité pour son auditoire[réf. nécessaire]. Sa carrière est donc construite autour de sa façon de jouer un personnage simple avec de bonnes valeurs morales[réf. nécessaire] (bien qu'occasionnellement il ait pu jouer les méchants). Son style hésitant donne à ses personnages un sentiment de naturel peu commun dans beaucoup des films de cette époque[réf. nécessaire]. Il tourne avec le réalisateur Frank Capra, notamment Vous ne l'emporterez pas avec vous (You Can't Take It With You, 1938) et Monsieur Smith au Sénat (Mr. Smith Goes to Washington, 1939).

### Engagement dans l'armée

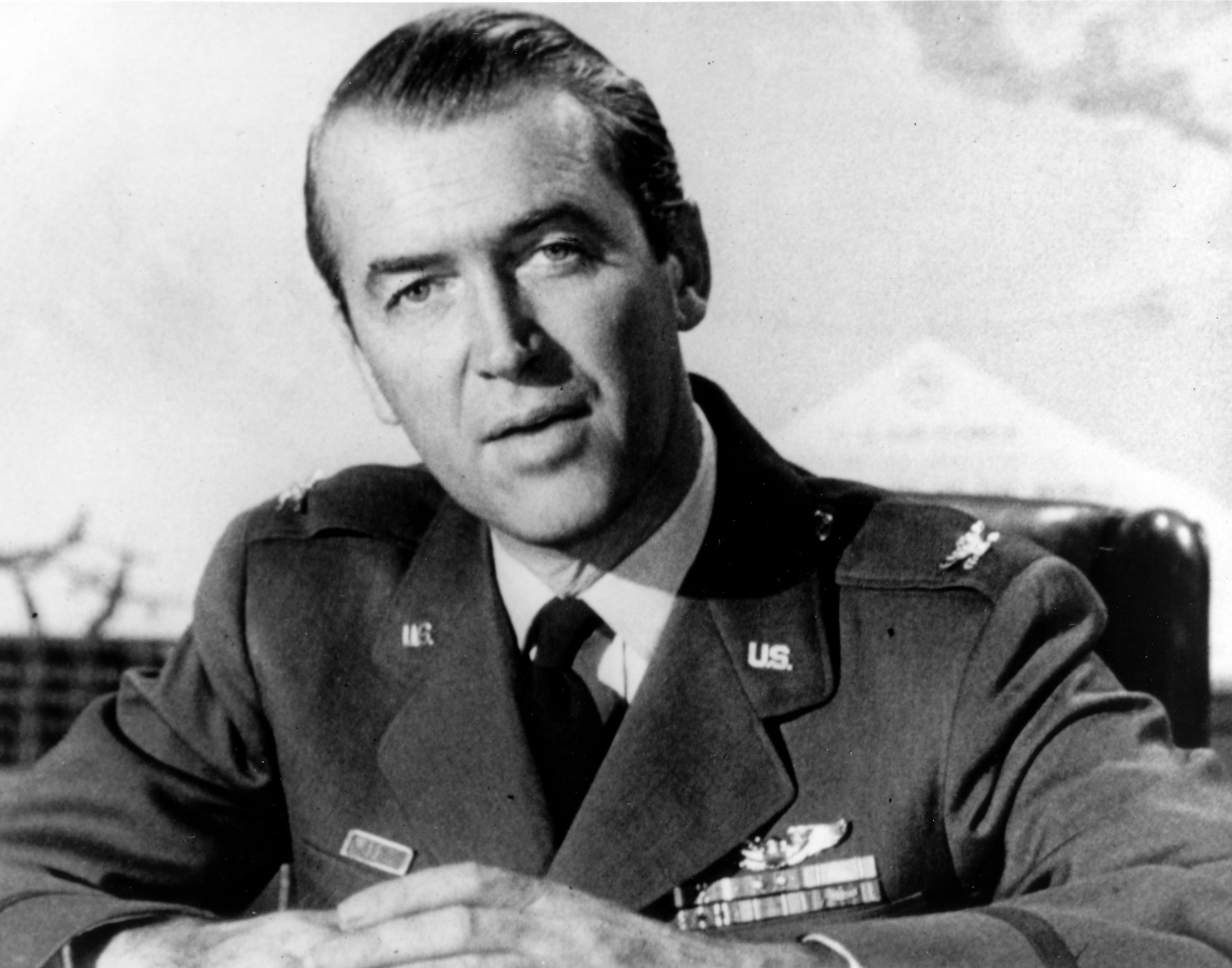
Colonel de l'USAAF en 1945.

Certifié pilote privé depuis 1935 et pilote commercial depuis 1938, James Stewart s'engagea dans l'United States Army Air Forces en mars 1941 avant l'attaque de Pearl Harbor. Son premier poste était basé à Moffett Field (Californie) où il était instructeur pour pilotes de bombardier, mais il tournait également dans des films ayant pour but de favoriser le recrutement de 100 000 aviateurs. Au mois d'août 1943, il est affecté à sa demande expresse au 445e Groupe de Bombardement, à la base aérienne de Sioux City (Iowa), comme premier officier en opération du 703e escadron. En décembre 1943, les B-24 Liberator du 445e rejoignent la base anglaise de Tibenham, dans le Norfolk, et sont d'emblée envoyés en mission au-dessus de l'Allemagne. En mars 1944, James Stewart est affecté au 453e Bombardiers, une unité de B-24 reconstituée après avoir été décimée. Pour redonner courage à ses pilotes, Stewart prend la tête de l'escadre au cours de plusieurs missions (vingt missions officiellement enregistrées) au-dessus des territoires occupés. Il devient chef d'état-major du 2e Groupe de Bombardement de la 8th Air Force. Stewart est promu colonel le 29 mars 1945, devenant l'un des rares Américains à être passé de soldat à colonel en seulement quatre ans. 
Après la guerre, il poursuit sa carrière dans l'Air Force Reserve, jusqu'à atteindre le grade de brigadier général le 23 juillet 1959, devenant l'acteur le plus haut gradé de l'histoire militaire des États-Unis. Sa dernière mission, le 20 février 1966, est un bombardement contre des camps au Sud Viêt Nam durant la guerre du Viêt Nam, auquel il participe comme observateur à bord d'un B-52, avant de mettre un terme à sa carrière militaire. Parmi ses décorations, il y avait l'Air Medal, la Distinguished Flying Cross, la croix de guerre française avec palme.

### Carrière de star

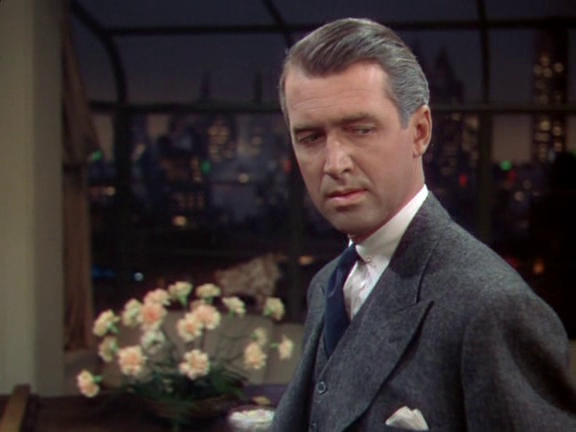
Dans La Corde d'Alfred Hitchcock.

Sa première prestation après son retour de la guerre est le rôle de George Bailey dans le film de Frank Capra, La vie est belle (1946), qui lui vaut une nomination aux Oscars.
Étant un des acteurs fétiches d'Alfred Hitchcock, il est à l'affiche dans quatre de ses films : La Corde (1948), Fenêtre sur cour (1954), L'Homme qui en savait trop (1956) et Sueurs froides (1958).
Il apparaît aussi dans beaucoup de westerns classiques, mais aussi dans Harvey (1950), dans Autopsie d'un meurtre (1959) et le rôle-titre dans The Glenn Miller Story (1953).
Par son expérience dans l'aviation, c’est ensuite pour lui un choix approprié de jouer Charles Lindbergh dans L'Odyssée de Charles Lindbergh (1957). Il apparaît également dans d'autres films d'aviation tels que Le Voyage fantastique (1951) ou Le Vol du Phénix (1965). Dans un épisode de The World at War (1974), il est l’un des anciens aviateurs interviewés à propos de sa carrière pendant la Seconde Guerre mondiale.
Plus tard dans sa carrière, Stewart essaye un léger changement de son image ; bien qu'étant toujours le héros, il commence à jouer d'une façon plus risquée, avec un côté plus dur[réf. nécessaire].

### Fin de carrière
Il est récompensé par l'American Film Institute pour l'ensemble de sa carrière en 1980 (cette organisation l'a aussi classé troisième acteur de légende) et aussi par un Oscar d'honneur pour les 50 années de ses mémorables performances en 1985. Un musée consacré à sa vie (The Jimmy Stewart Museum) est situé dans sa ville natale d'Indiana. Il y a aussi une statue érigée sur la pelouse devant le palais de Justice dans le comté d'Indiana qui lui rendit hommage le 20 mai 1983 pour célébrer son 75e anniversaire.
James Stewart meurt d'une embolie pulmonaire le lendemain de la mort de son ami Robert Mitchum, le 2 juillet 1997. Il est enterré au Forest Lawn Memorial Park à Glendale (Californie).

### Vie privée
Contrairement à la plupart des acteurs, James Stewart eut une vie privée très discrète et détestait toute médiatisation. 
Le 9 août 1949 à l'âge de 41 ans, James Stewart épouse l'ancien mannequin et actrice Gloria Hatrick McLean (en). Le 7 mai 1951 naissent leurs filles jumelles, Judy Stewart et Kelly Stewart. Gloria meurt d'un cancer du poumon le 16 février 1994. 
De son premier mariage (avec Edward Beale McLean), Gloria avait eu deux fils, Ronald et Michael. James Stewart les adopte et les élève comme ses propres enfants. L'aîné, Ronald Stewart, meurt à l'âge de 24 ans le 8 juin 1969 au Viêt-Nam (porté disparu).
En 1959, de passage en Inde, James Stewart accepta, avec la complicité de son épouse Gloria, de sortir illégalement du pays la relique d'un doigt de Yéti, à la demande d'un explorateur qui s'en était emparé dans un monastère bouddhiste au Népal. Il reconnait ce fait bien plus tard.
L'acteur connaissait quelques mots de français et on peut l'entendre en  dire quelques-uns dans le film Chère Brigitte, durant lequel il fait la rencontre de l'actrice française Brigitte Bardot.

## Filmographie

### Cinéma

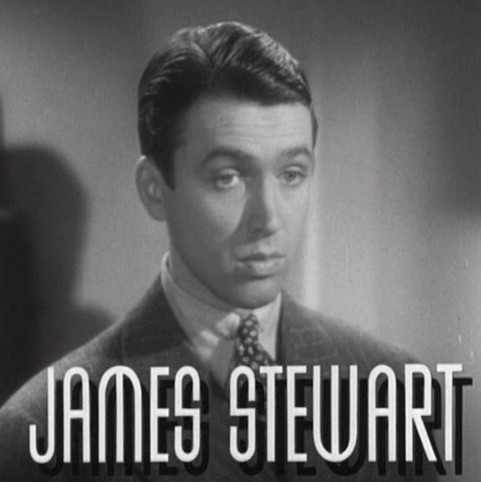
Nick, gentleman détective (1936).

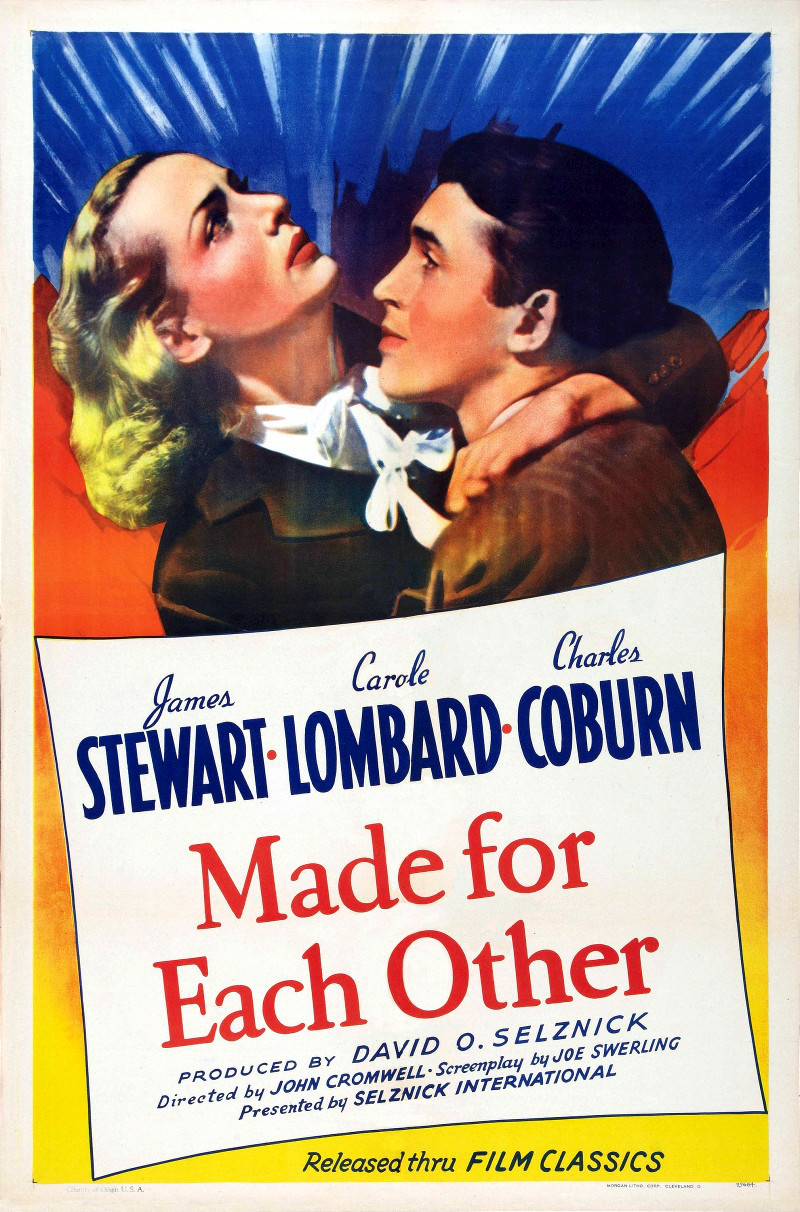
Le Lien sacré (1939).

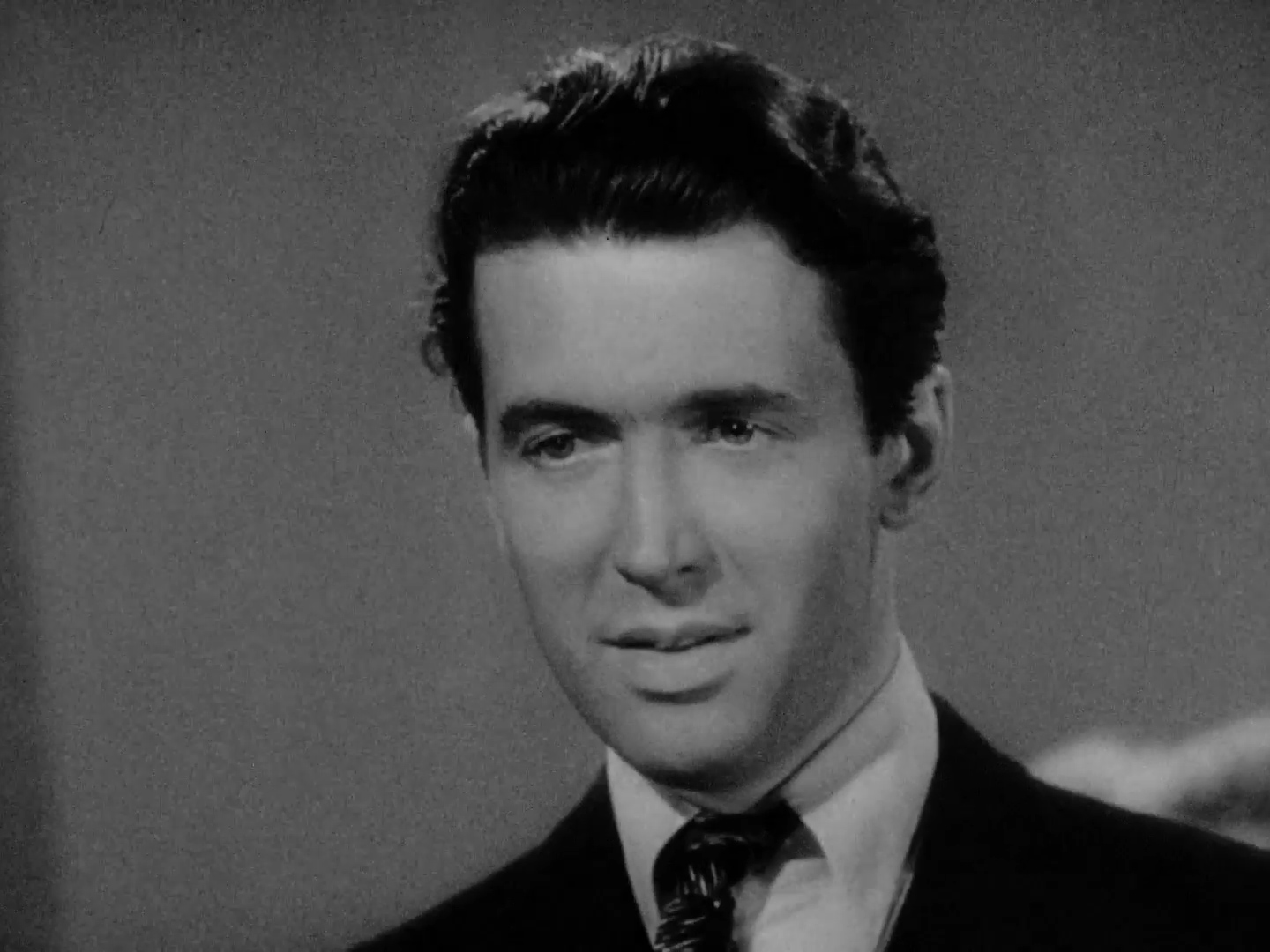
Monsieur Smith au Sénat (1939).

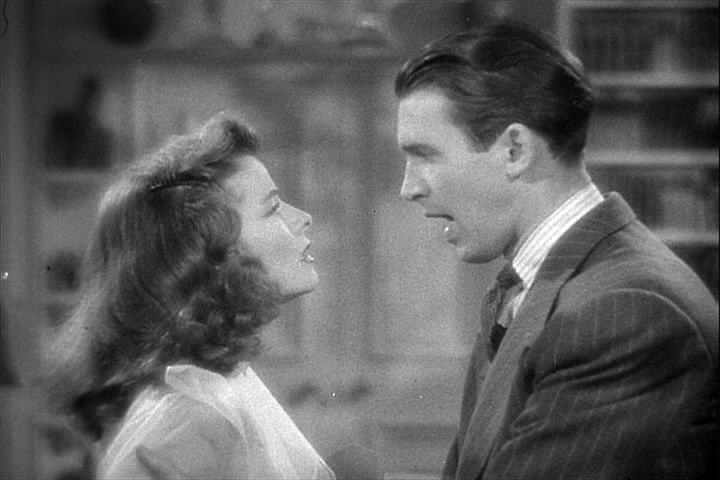
Katharine Hepburn et James Stewart dans Indiscrétions (1940).

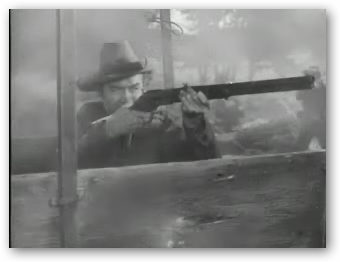
Winchester '73 (1950).

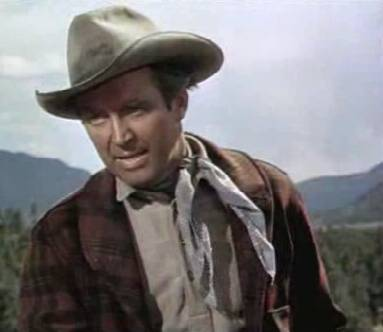
L'Appât (1953).

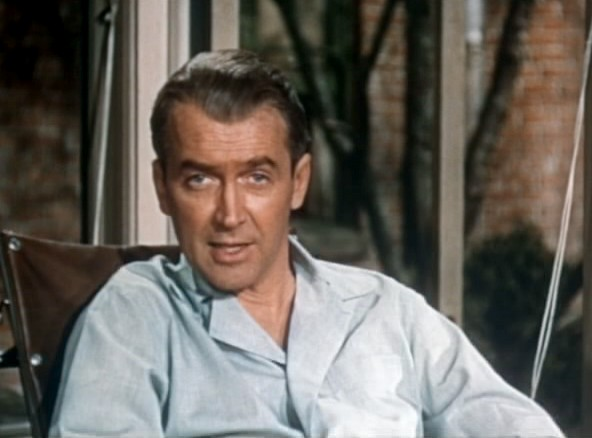
Fenêtre sur cour (1954).

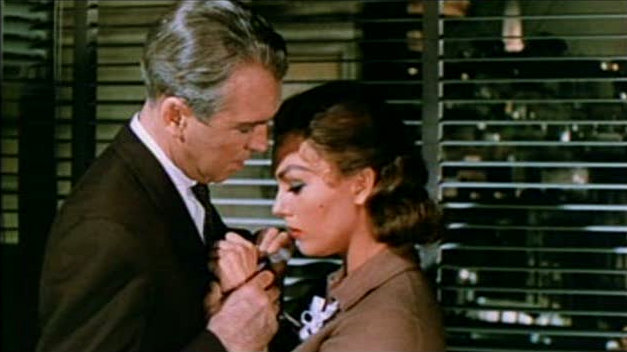
James Stewart et Kim Novak dans Sueurs froides (1958).

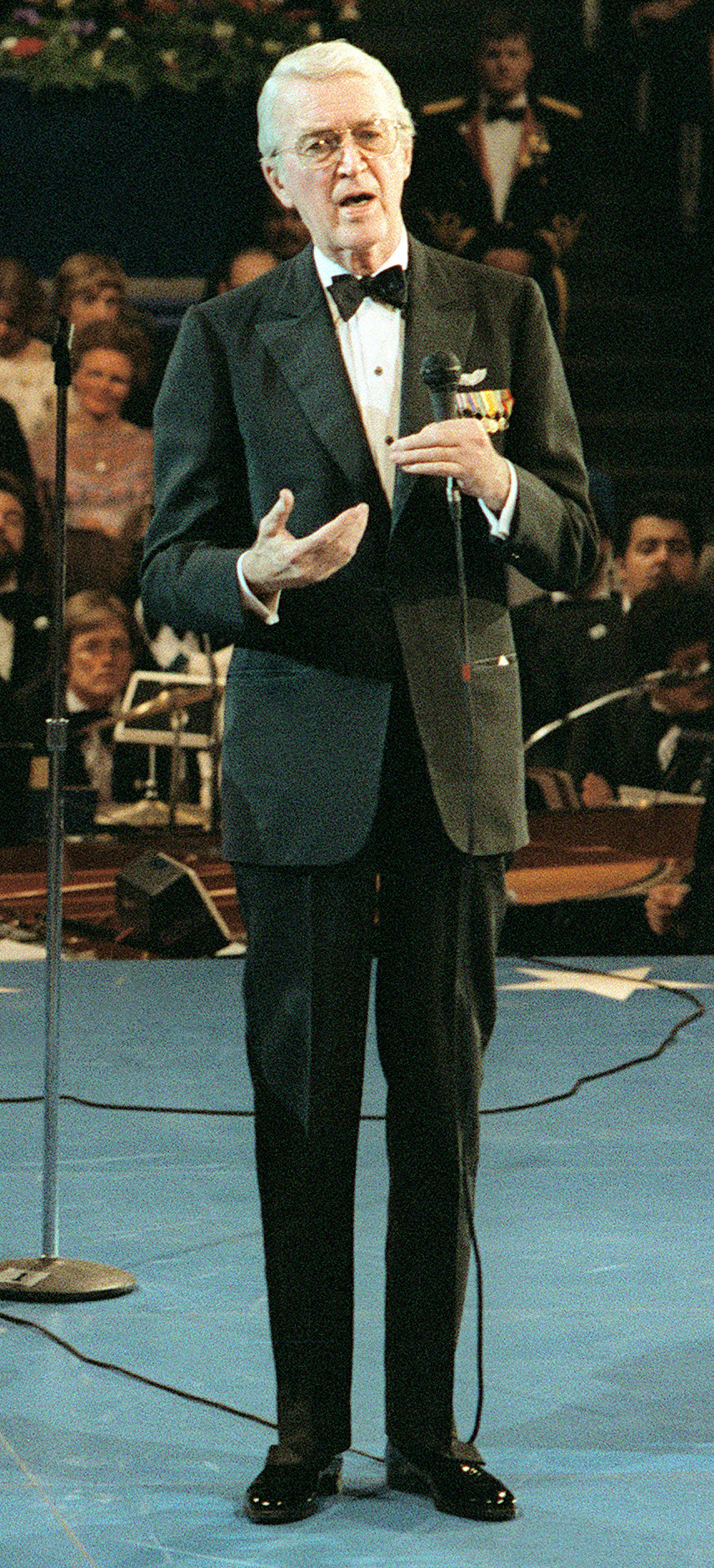
James Stewart en 1983.

#### Années 1930
- 1934 : Art Trouble de Ralph Staub : Jacky Burton (non crédité au générique)
- 1935 : La Double Vengeance (The Murder Man) de Tim Whelan : Shorty
- 1935 : Important News d'Edwin Lawrence (court métrage) : Cornelius Stevens (non crédité au générique)
- 1936 : Rose-Marie de W. S. Van Dyke : John Flower
- 1936 : Épreuves (Next Time We Love) d'Edward H. Griffith : Christopher Tyler
- 1936 : Sa femme et sa secrétaire (Wife versus Secretary) de Clarence Brown : Dave
- 1936 : La Petite Provinciale (Small Town Girl) de William A. Wellman : Elmer Clampett
- 1936 : Speed d'Edwin L. Marin : Terry Martin
- 1936 : L'Enchanteresse (The Gorgeous Hussy) de Clarence Brown : "Rowdy" Dow
- 1936 : L'amiral mène la danse (Born to Dance) de Roy Del Ruth : Ted Barker
- 1936 : Nick, gentleman détective (After the Thin Man) de W. S. Van Dyke : David Graham
- 1937 : L'Heure suprême (Seventh Heaven) d'Henry King : Chico
- 1937 : Le Dernier Gangster (The Last Gangster) d'Edward Ludwig : Paul North
- 1937 : Les Cadets de la mer (Navy Blue and Gold) de Sam Wood : John "Truck" Cross
- 1938 : Of Human Hearts de Clarence Brown : Jason Wilkins
- 1938 : Mariage incognito (Vivacious Lady) de George Stevens : le professeur Peter Morgan Junior
- 1938 : L'Ange impur (The Shopworn Angel) de H. C. Potter : le soldat William "Texas" Pettigrew
- 1938 : Vous ne l'emporterez pas avec vous (You Can't Take It with You) de Frank Capra : Tony Kirby
- 1939 : Le Lien sacré (Made for Each Other) de John Cromwell : John Horace "Johnny" Mason
- 1939 : La Féerie de la glace (Ice Follies of 1939) de Reinhold Schünzel : Larry Hall
- 1939 : Le monde est merveilleux (It's a Wonderful World) de W. S. Van Dyke : Guy Johnson
- 1939 : Monsieur Smith au Sénat (Mr. Smith Goes to Washington) de Frank Capra : Jefferson Smith
- 1939 : Femme ou Démon (Destry Rides Again) de George Marshall : l'adjoint Thomas Jefferson "Tom" Destry Junior

#### Années 1940
- 1940 : Rendez-vous (The Shop Around the Corner) d'Ernst Lubitsch : Alfred Kralik
- 1940 : La Tempête qui tue (The Mortal Storm) de Frank Borzage : Martin Breitner
- 1940 : Finie la comédie (No Time for Comedy) de William Keighley : Gaylord "Gay" Esterbrook
- 1940 : Indiscrétions (The Philadelphia Story) de George Cukor : Macaulay "Mike" Connor
- 1941 : Viens avec moi (Come Live with Me) de Clarence Brown : Bill Smith
- 1941 : L'Or du ciel (Pot o' Gold) de George Marshall : James Hamilton "Jimmy" Haskell
- 1941 : La Danseuse des Folies Ziegfeld (Ziegfeld Girl) de Robert Z. Leonard : Gilbert "Gil" Young
- 1946 : La vie est belle (It's a Wonderful Life) de Frank Capra : George Bailey
- 1947 : La Cité magique (Magic Town) de William A. Wellman : Lawrence "Rip" Smith
- 1948 : Appelez nord 777 (Call Northside 777) d'Henry Hathaway : P. J. McNeal
- 1948 : La Folle Enquête (On Our Merry Way) de Leslie Fenton et King Vidor : Slim
- 1948 : La Corde (Rope) d'Alfred Hitchcock : Rupert Cadell
- 1948 : L'Extravagante Mlle Dee (You Gotta Stay Happy) de H. C. Potter : Marvin Payne
- 1949 : Un homme change son destin (The Stratton Story) de Sam Wood : Monty Stratton
- 1949 : Malaya de Richard Thorpe : John Royer

#### Années 1950
- 1950 : Winchester '73 d'Anthony Mann : Lin McAdam
- 1950 : La Flèche brisée (Broken Arrow) de Delmer Daves : Thomas Jeffords
- 1950 : Harvey d'Henry Koster : Elwood P. Dowd
- 1950 : Gare au percepteur (The Jackpot) de Walter Lang : William J. "Bill" Lawrence
- 1951 : Le Voyage fantastique (No Highway in the Sky) d'Henry Koster : Theodore Honey
- 1952 : Sous le plus grand chapiteau du monde (The Greatest Show on Earth) de Cecil B. DeMille : le clown "Patoche" ("Buttons" dans la version originale)
- 1952 : Les Affameurs (Bend of the River) d'Anthony Mann : Glyn McLyntock
- 1952 : L'Homme à la carabine (Carbine Williams) de Richard Thorpe : David Marshall "Marsh" Williams
- 1953 : L'Appât (The Naked Spur) d'Anthony Mann : Howard Kemp
- 1953 : Le Port des passions (Thunder Bay) d'Anthony Mann : Steve Martin
- 1954 : Romance inachevée (The Glenn Miller Story) d'Anthony Mann : Glenn Miller
- 1954 : Fenêtre sur cour (Rear Window) d'Alfred Hitchcock : L. B. "Jeff" Jefferies
- 1954 : Je suis un aventurier (The Far Country) d'Anthony Mann : Jeff Webster
- 1955 : Strategic Air Command d'Anthony Mann : le lieutenant-colonel Robert "Dutch" Holland
- 1955 : L'Homme de la plaine (The Man from Laramie) d'Anthony Mann : Will Lockhart
- 1956 : L'Homme qui en savait trop (The Man Who Knew Too Much) d'Alfred Hitchcock : le docteur Benjamin "Ben" McKenna
- 1957 : L'Odyssée de Charles Lindbergh (The Spirit of St. Louis) de Billy Wilder : Charles Lindbergh
- 1957 : Le Survivant des monts lointains (Night Passage) de James Neilson : Grant Mclaine
- 1958 : Sueurs froides (Vertigo) d'Alfred Hitchcock : John "Scottie" Ferguson
- 1958 : L'Adorable Voisine (Bell, Book and Candle) de Richard Quine : Shepherd "Shep" Henderson
- 1959 : Autopsie d'un meurtre (Anatomy of a Murder) d'Otto Preminger : Paul Biegler
- 1959 : La police fédérale enquête (The FBI Story) de Mervyn LeRoy : John Michael "Chip" Hardesty

#### Années 1960
- 1960 : Commando de destruction (The Mountain Road) de Daniel Mann : le major Baldwin
- 1961 : Les Deux Cavaliers (Two Rode Together) de John Ford : le shérif Gus McCabe (le marshal Guthrie McCabe dans la version originale)
- 1961 : X-15 de Richard Donner : le narrateur (voix, non-crédité au générique)
- 1962 : L'Homme qui tua Liberty Valance (The Man Who Shot Liberty Valance) de John Ford : Ransom "Ranse" Stoddard
- 1962 : M. Hobbs prend des vacances (Mr. Hobbs Takes a Vacation) d'Henry Koster : Roger Hobbs
- 1962 : La Conquête de l'Ouest (How the West Was Won) de John Ford, Henry Hathaway et George Marshall : Lawrence Rawlings (Linus Rawlings dans la version originale)
- 1963 : Ah si papa savait ça ! (Take Her, She's Mine) d'Henry Koster : Frank Michaelson
- 1964 : Les Cheyennes (Cheyenne Autumn) de John Ford : Wyatt Earp
- 1965 : Chère Brigitte d'Henry Koster : le professeur Robert Leaf
- 1965 : Les Prairies de l'honneur (Shenandoah) d'Andrew V. McLaglen : Charlie Anderson
- 1965 : Le Vol du Phénix (The Flight of the Phoenix) de Robert Aldrich : le capitaine Frank Towns
- 1966 : Rancho Bravo (The Rare Breed) d'Andrew V. McLaglen : Sam Burnett
- 1968 : Les Cinq Hors-la-loi (Firecreek) de Vincent McEveety : Johnny Cobb
- 1968 : Bandolero! d'Andrew V. McLaglen : Mace Bishop

#### Années 1970
- 1970 : Attaque au Cheyenne Club (The Cheyenne Social Club) de Gene Kelly : John O'Hanlan
- 1971 : Le Rendez-vous des dupes (Fools' Parade) d'Andrew V. McLaglen : Mattie Appleyard
- 1976 : Le Dernier des géants (The Shootist) de Don Siegel : le docteur E. W. Hostetler
- 1977 : Les Naufragés du 747 (Airport '77) de Jerry Jameson : Philip Stevens
- 1978 : Le Grand Sommeil (The Big Sleep) de Michael Winner : le général Sternwood
- 1978 : La Magie de Lassie (The Magic of Lassie) de Don Chaffey : Clovis Mitchell

#### Années 1980
- 1981 : The Green Horizon (Afurika monogatari) de Susumu Hani : le vieil homme

#### Années 1990
- 1991 : Fievel au Far West (An American Tail : Fievel Goes West) de Phil Nibbelink et Simon Wells : Wylie Burp (voix)

### Télévision

#### Années 1960
- 1962 : Flashing Spikes (en) de John Ford (Téléfilm) : Slim Conway

#### Années 1970
- 1971 : The Jimmy Stewart Show (en) de Hal Kanter (série télévisée), saison unique : le professeur James K. Howard (24 épisodes)
- 1972 : Harvey de Fielder Cook (téléfilm) : Elwood P. Dowd
- 1973 - 1974 : Hawkins (en) de Jeff Corey et Jud Taylor (série télévisée) : Billy Jim Hawkins (8 épisodes)

#### Années 1980
- 1980 : Mr. Krueger's Christmas (en) de Kieth Merrill (court métrage de télévision) : Willy Krueger
- 1983 : Right of Way (en) de George Schaefer (téléfilm) : Teddy Dwyer
- 1986 : Nord et Sud (North and South, Book II) de David L. Wolper (en) (mini-série) : Miles Colbert (6 épisodes)

### Documentaire
- 2017 : James Stewart/Robert Mitchum, les deux visages de l'Amérique de Grégory Monro

## Distinctions

### Distinctions aux États-Unis
- 1941 - Oscar du meilleur acteur

pour le rôle de Mike Connor dans Indiscrétions (The Philadelphia Story).
- 1985 - Oscar d'honneur

pour cinquante années de performances mémorables, pour sa grande attitude devant et derrière l'écran, avec le respect et l'affection de ses collègues (remis par Cary Grant)
- 1965 - Cecil B. DeMille Award

pour l'ensemble de sa carrière dans l'industrie cinématographique.
- 1974 - Golden Globe du meilleur acteur dans une série télévisée dramatique

pour le rôle de Billy Jim Hawkins dans Hawkins.
|                    |      |             |
| Award              | Wins | Nominations |
| Academy Award      | 1    | 5           |
| BAFTA Award        | 0    | 2           |
| Golden Globe Award | 1    | 3           |

## Voix françaises
Roger Tréville fut la voix française régulière de James Stewart. D'autres comédiens tels que Roger Till, René Arrieu ou encore Marc Cassot ont eu l'occasion de doubler l'acteur américain à plusieurs reprises.